# ヴァレリー・ロバノフスキー
ヴァレリー・ロバノフスキー（ウクライナ語:Валерій Васильович Лобановський ヴァレーリイ・ヴァスィーリョヴィチュ・ロヴァノーウスィクィイ, Valeri Vasilevich Lobanovsky, 1939年1月6日-2002年5月13日）は、ソビエト連邦・ウクライナ・キエフ出身のサッカー選手、サッカー指導者。

## 人物
ディナモ・キエフの監督を20年近く務め、またソ連代表とウクライナ代表監督も兼務するなど実績のあるウクライナ史上最高の監督といわれている。また、科学的なトレーニングと規律を厳守することで有名だった。
ソ連時代はディナモ・キエフで1970年代のオレグ・ブロヒン、1980年代のイーゴリ・ベラノフ其々の時代にUEFA主催の大会でタイトルを獲得。代表監督としては、ほぼディナモ・キエフ出身者で固めたソ連代表を率い1988年の欧州選手権で準優勝と結果を残したが、その後のペレストロイカや東欧民主化の影響で選手の流失が相次ぎ、かつての様な強化策が出来なくなる。
1990年代後半にディナモ・キエフの監督に復帰するとアンドリー・シェフチェンコら若い選手達を擁しUEFAチャンピオンズリーグで1997-98シーズンにベスト8、1998-99シーズンはベスト4と栄光の時代を取り戻した。ウクライナ代表監督に就任して迎えた2002年の日韓大会はプレーオフでドイツに敗れ本大会出場を逃した。
2002年5月7日のウクライナリーグ、メタルググ・ザボロージャ戦後に倒れ、同13日に永眠した。この死を悼み、その年のUEFAチャンピオンズリーグ決勝では黙祷を捧げ、またディナモのホームスタジアムは故人を偲んでロバノフスキースタジアムに改名された。また翌2003年にACミランの一員としてUEFAチャンピオンズリーグを制したシェフチェンコは優勝メダルを彼の墓前に捧げたという。

## 所属クラブ
- ディナモ・キエフ 1957-1964
- チョルノモレツ・オデッサ 1965-1966
- シャフタール・ドネツク 1967-1968

## 代表歴
- ソビエト連邦代表（2試合0得点）1960-1961

## 指導歴
- ドニプロ 1969-1973
- ディナモ・キーウ 1974-1990
- / ソビエト連邦代表 1975-1976, 1982-1983, 1986-1990
- UAE代表 1990-1993
- クウェート代表 1994-1996
- ディナモ・キーウ 1996-2002
- ウクライナ代表 2000-2001

## 獲得タイトル

### 選手時代
ディナモ・キエフ
- ソビエト連邦リーグ：1回 (1961)

### 監督時代
ソビエト連邦代表
- オリンピック銅メダル：(1976モントリオール)
- 欧州選手権準優勝：(1988)

ディナモ・キエフ
- ソビエト連邦リーグ：7回 (1974, 1975, 1977, 1980, 1981, 1985, 1990)
- ウクライナ・プレミアリーグ：6回 (1996, 1997, 1998, 1999, 2000, 2001)
- ソビエト連邦カップ：6回 (1974, 1978, 1982, 1985, 1987, 1990)
- ウクライナ・カップ：4回 (1996, 1998, 1999, 2000)
- UEFAカップウィナーズカップ：2回 (1975, 1986)
- UEFAスーパーカップ：1回 (1975)